# Il villaggio sul fiume
Il villaggio sul fiume (Dorp aan de rivier) è un film del 1958 diretto da Fons Rademakers.

## Trama
Nei primi anni del XX secolo, nella provincia olandese del Brabante, il dottor Tjerk van Taeke, il medico del villaggio, ha un approccio alla medicina tutto suo. Nonostante l'opposizione, i suoi metodi portano a un successo significativo. Tuttavia, il suo comportamento non convenzionale, tra cui l'amicizia con un bracconiere locale, porta a un conflitto con le autorità del villaggio, in particolare con il sindaco che lo vuole fuori.
Quando uno dei suoi pazienti, l'assistente del mugnaio, si suicida dopo averlo visto, gli abitanti del villaggio, spinti dai loro leader, gli si rivoltano contro. Nonostante una "veglia" ubriaca da parte di alcuni, la situazione si trasforma in una farsa. Poi, quando la moglie del dottor van Taeke muore inaspettatamente, lui non vede alcuna ragione per restare nel villaggio.

## Riconoscimenti
- Premio Oscar 1960
  - Candidatura all'Oscar al miglior film straniero.